# Пущенка (Логойский район)
Пущенка (бел. Пу́шчанка) — деревня в Логойском районе Минской области Республики Беларусь. Входит в состав Октябрьского сельсовета.

## История
В конце XVIII века деревня, владение Хатаевического (сейчас деревня Октябрь) доминиканского костёла в Борисовском повете Минской губернии.
В 1809 году деревня, 4 хозяйства в составе фольварка Хатаевичи, имелась корчма. В 1870 году проживает 20 ревизских душ мужского пола.
С 20 августа 1924 года деревня в Хатаевичском сельсовете Плещеницкого района Борисовского округа, с 1938 года Минской области.
В 1926 году 28 дворов, 141 житель. В деревне созданы два колхоза: имени Ярославского и имени Родецкого.
До Великой Отечественной войны в деревне проживало 167 жителей в 28 дворах, в лесу на расстоянии 2 километров от деревни находился панский двор.
Во время войны фашисты уничтожили 12 дворов, убили 12 жителей, 6 человек вывезли в Германию, 4 погибло на фронте. По рассказам местных жителей в 1944 году здесь проходила переправа Красной Армии через реку Пущинку.
С 25 октября 1962 года деревня входит в состав Логойского района.
В 1969 году деревня входит в состав колхоза «Спутник».

## Интересные места
Перед въездом деревни есть большая липовая аллея и деревянный католический крест.
На юг и на запад от деревни протекает река Пущинка.
Также на северо-западе от деревни находится шлюзовая система реки (сейчас не функционирует).

## Население
На данный момент в деревне проживают 12 постоянных жителей (31 двор).